# Lavendelöl

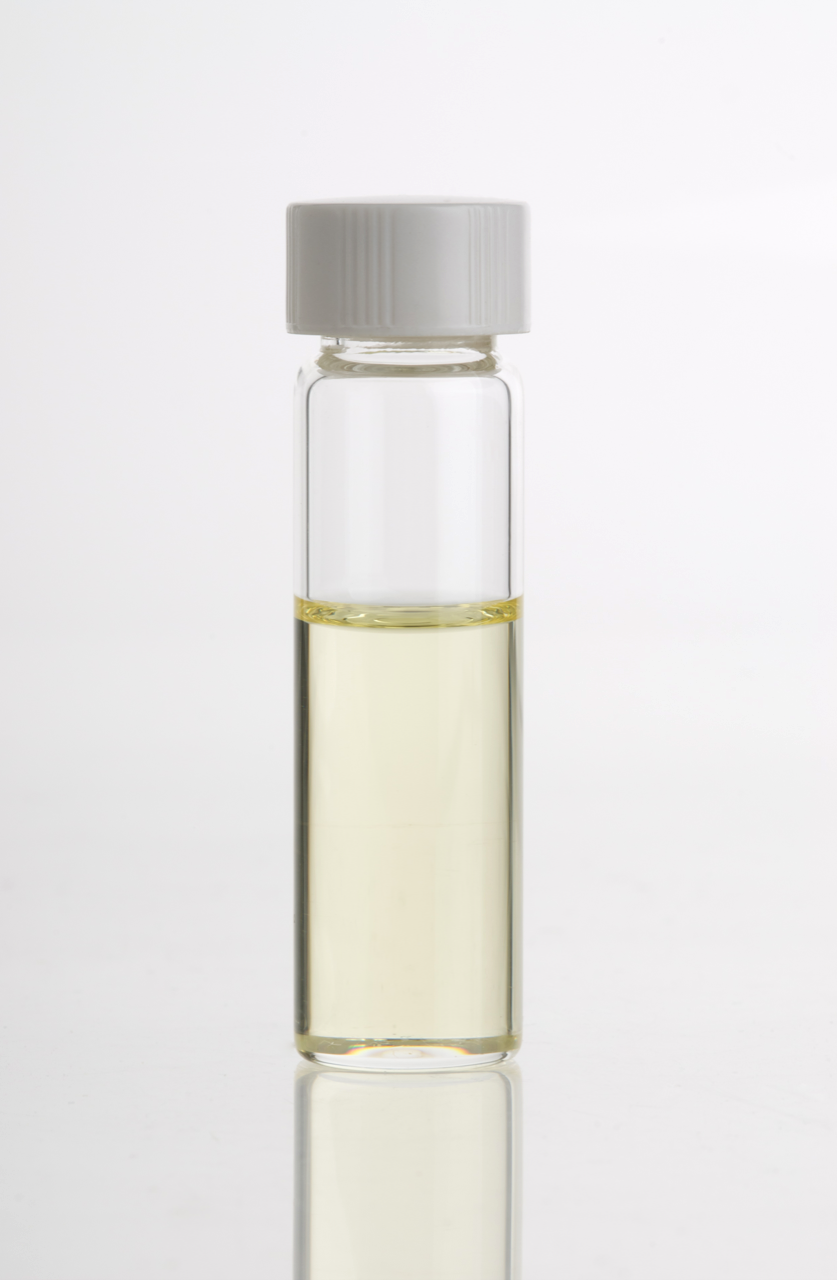
Lavendelöl

Lavendelöl (lateinisch oleum lavandulae, französisch essence de lavande) ist das ätherische Öl aus den Blüten des Lavendels.
Die folgenden Lavendelarten werden für die Herstellung von ätherischen Ölen genutzt:
- Lavandula angustifolia = Echter Lavendel (Hauptanbauregion: Südfrankreich)
- Lavandula latifolia = Speik-Lavendel (Hauptanbauregion: Spanien)
- Lavandula hybrida = Hybrid-Lavendel oder Lavandin aus L. angustifolia und L. latifolia (Hauptanbauregion: Südfrankreich)

Lavendelöl kommt in verschiedenen Qualitäten und Preisen auf den Markt. Die standardisierten Öle Lavendelöl Barreme (52 % Estergehalt) und Lavendelöl Mont Blanc (ca. 40 % Estergehalt) sind von hoher Qualität. Das aus hybridisiertem Lavendel (Lavandin) gewonnene Lavandinöl (Lavandinöl Abrialis bzw. Lavandinöl Grosso) hat ebenfalls einen hohen Estergehalt (ca. 30 %). Die Prozentangaben beziehen sich auf den Anteil des Linalylacetats am Lavendelöl, der veresterten Form des Linalools, eines der Hauptinhaltsstoffe, der die Qualität eines Lavendelöls mitbestimmt: Je höher der Estergehalt, desto höher die Qualität des Lavendelöls.

## Physikalische Eigenschaften, Inhaltsstoffe

### Allgemein
Lavendelöl ist farblos oder schwach gelblich, ziemlich dünnflüssig und hat einen angenehmen, starken Geruch nach Lavendel. Lavendelöl siedet bei 185 bis 188 °C, hat eine Dichte von 0,876 bis 0,892 g/cm3 (L. angustifolia), 0,893 bis 0,909 g/cm3 (L. latifolia) oder 0,885 bis 0,897 g/cm3 (Lavandinöl) und ist optisch aktiv – linksdrehend (−11° bis −5°, L. angustifolia).
Als Hauptbestandteile enthält Lavendelöl (L. angustifolia) Linalylacetat (25–46 %) und Licareol (20–45 %), und daneben kleinere Mengen Terpinen-4-ol (0,1–6 %), 1,8-Cineol, 3-Octanon (je ≤2,5 %), Campher (≤1,2 %), Limonen, Lavandulol und Lavandulylacetat (≤1%).
Da das Lavendelöl (L. angustifolia) als besonders wertvoll gilt und einen hohen Verkaufspreis erzielt, war in früheren Zeiten häufig verfälschtes Lavendelöl im Umlauf. Da der hohe Linalylacetatanteil maßgeblich für die Qualität war, wurde mitunter acetyliertes Linalool (aus dem Spiköl), synthetisches Linalool (Zwischenprodukt bei der Synthese von Vitamin E) oder auch das asiatische Shui-Öl, das ebenfalls viel Linalylacetat enthält, zugesetzt. Die Qualität von Lavendelöl lässt sich jedoch heutzutage gaschromatographisch überprüfen.
Mittlerweile werden auch Lavendelöle mit AOC-Siegel angeboten, also mit einer geschützten Bezeichnung, die nur Produkten aus einem genau definierten geografischen Gebiet mit genau definierten Anbaubestimmungen verliehen wird.

### Spiköl
Das aus dem Speik-Lavendel gewonnene Spiköl enthält im Vergleich deutlich weniger Linalylacetat (<1,6 %), aber mehr Linalool (34–50 %), 1,8-Cineol (16–39 %) und Campher (8–16 %).

## Herstellung

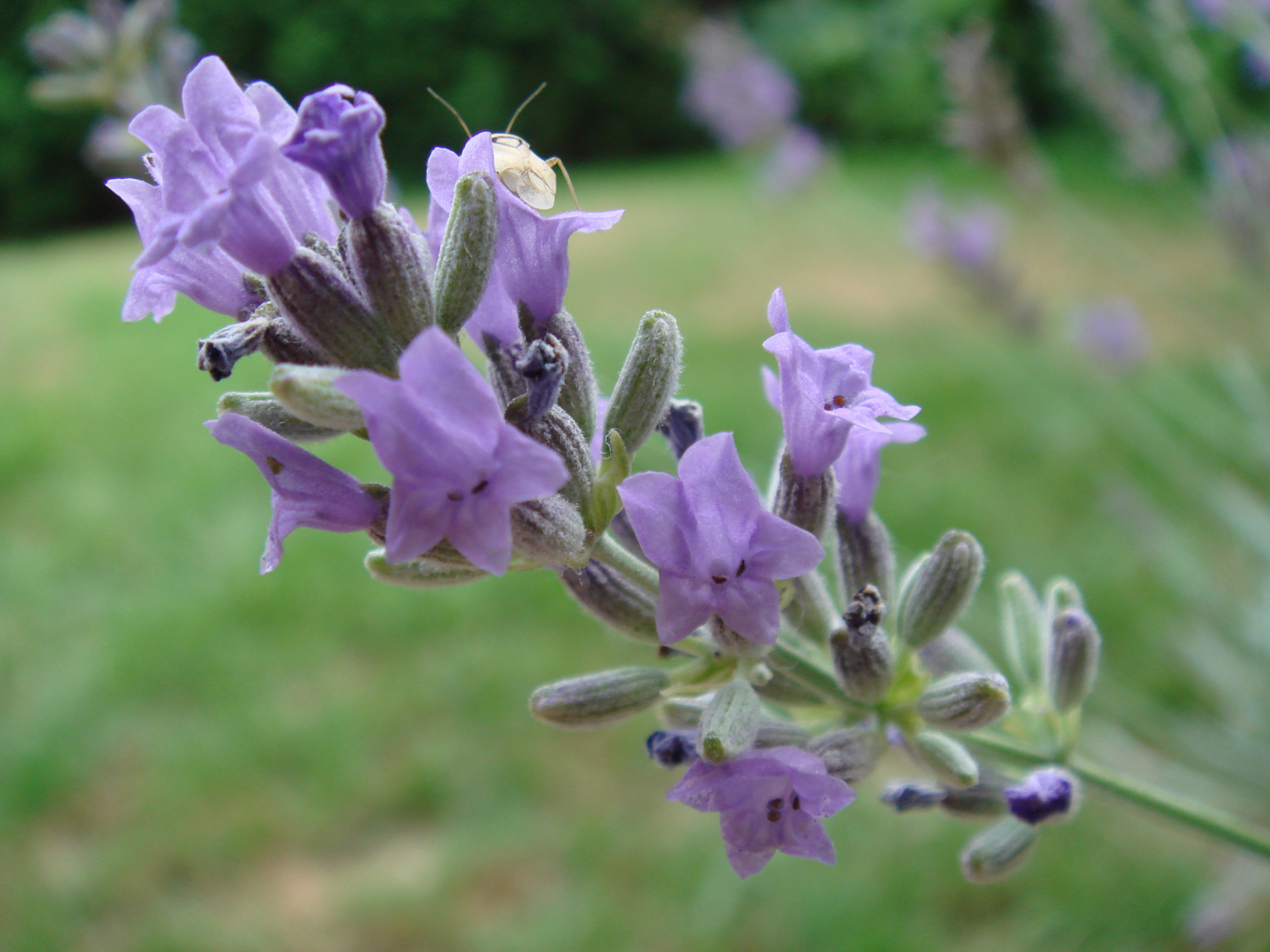
Echter Lavendel

Zur Herstellung werden die frischen Blüten der Lavendelpflanze einer Wasserdampfdestillation unterzogen.
Die bekannteste Region zur Herstellung von qualitativ hochwertigen Lavendelölen ist Südfrankreich. Das meiste Lavendelöl kommt aus Nizza, Grasse, Monaco und Carpentras. Deutschland importierte im Jahre 2001 circa 220 Tonnen Lavendelöl aus Frankreich. Nach dem aus Frankreich hat auch das bulgarische Lavendelöl eine sehr gute Qualität. Auch englisches Lavendelöl ist bekannt; man baut die Pflanzen dazu bei Mitcham in der Nähe Londons, bei Hitchin in Hertfordshire und auf Jersey an.

## Pharmakologische und toxikologische Eigenschaften
Lavendelöl wirkt aufgrund seines Gehaltes an Linalool antimikrobiell. Im Agar-Diffusionstest wurde die Wachstumshemmung von Escherichia coli, Candida albicans und Staphylococcus aureus beobachtet, die Effektivität ist mäßig. Pseudomonas aeruginosa wird nicht gehemmt. Portugiesische Forscher konnten zeigen, dass Lavendelöl bereits in geringen Konzentrationen verschiedene Hefe- (Candida-Spezies) und Fadenpilze abtötet, die beim Menschen Haut- und Nagelpilzerkrankungen verursachen können.
In tierexperimentellen Untersuchungen an Mäusen wurde eine (nach intraperitonealer Gabe) krampflösende und nach Inhalation auch zentraldämpfende Wirkung für Lavendelöl gezeigt.
Insgesamt liegen allerdings nur wenige veröffentlichte wissenschaftliche Daten über eine Wirksamkeit von Lavendelöl vor.
2007 berichteten Henley et al. über drei präpubertäre Jungen, die nach topischer Anwendung teebaum- und lavendelölhaltiger Produkte ein Wachstum der Brustdrüsen (Gynäkomastie) aufwiesen. Die Gynäkomastie verschwand nach dem Absetzen der Behandlung. Im Rahmen einer In-vitro-Studie zeigten Henley et al. die östrogene und anti-androgene Aktivität beider Öle auf menschliche Zelllinien. Die Autoren schlossen daraus, dass es wahrscheinlich die wiederholte Exposition mit Teebaum- und Lavendelöl war, die bei den drei Jungen die präpubertäre Gynäkomastie auslöste. 2019 berichteten Ramsey et al. über vier präpubertäre Patienten – einen Jungen und drei Mädchen – mit vorzeitige Thelarche oder Gynäkomastie, deren Symptome nach dem Absetzen lavendelhaltiger Produkte verschwanden. Einige der Produktbestandteile wiesen östrogene und anti-androgene Eigenschaften auf.

## Verwendung
Für den arzneilichen Gebrauch kommt das durch Wasserdampfdestillation aus den Blütenständen von Lavandula angustifolia gewonnene ätherische Öl zum Einsatz, Lavandin- und Spiköl gelten als Verfälschung. Lavendelöl wird innerlich als mildes Beruhigungsmittel bei Unruhezuständen, Einschlafstörungen und funktionellen Oberbauchbeschwerden angewendet.
In Deutschland steht erstmals seit Februar 2010 ein zugelassenes Lavendelölmonopräparat zur Behandlung von Unruhezuständen bei ängstlicher Verstimmung im Erwachsenenalter zur Verfügung. Dieses Präparat enthält ein mit den für die Wirkung hauptverantwortlichen Lavendelölinhaltsstoffen Linalool und Linalylacetat angereichertes Lavendelöl (Silexan) in Weichkapseln.
Äußerlich wird Lavendelöl in Einreibungen und Badezusätzen volksheilkundlich bei Verspannungen und Erschöpfungszuständen verwendet. Wegen seines Duftes dient Lavendelöl als pharmazeutischer Hilfsstoff zur Geruchskorrektur bei äußerlich anzuwendenden Arzneimitteln.
Lavendelöl, Lavandinöl und Spiköl sind bedeutsam als Duftstoff in der Parfüm- und Seifenindustrie und werden auch zur Abwehr von Insekten und Katzen verwendet (Repellent).